# سنوسرت الثاني
خع-خبر-رع س-ن-وسرت الثاني أو سيزوستريس الثاني (1897 ق.م. - 1878 ق.م.) كان رابع ملوك الأسرة الثانية عشر المصرية، الذي خلف أبيه الملك امنمحات الثانى واشترك معه في الحكم خلال سنواته الأخيرة. و من قام ببناء هرمه في اللاهون. و أكثر ما يتميز به س-ن-وسرت الثاني هو إهتمامه الكبير بمنطقة واحة الفيوم، فقد شرع في بناء منظومة ري ضخمة تبدأ من بحر يوسف و تنتهي في بحيرة موريس (اسم أمن-م-حات الثاني في الحضارة اليونانية)، و ذلك عن طريق تشييد قناطر في منطقة اللاهون و إضافة شبكة من القنوات لتصريف مياه الري. و كان الهدف من ذلك المشروع هو زيادة مساحة الأراضي الزراعية في تلك المنطقة. و قام س-ن-وسرت الثاني بالتأكيد على أهمية هذا المشروع من خلال نقل الجبانة الملكية من منطقة دهشور إلى منطقة اللاهون التي بنى على أرضها هرمه. و ظلت هذه المنطقة هي العاصمة السياسية للبلاد خلال الأسرة الثانية عشر والثالثة عشر المصرية. كما أسس الملك س-ن-وسرت الثاني أول مدينة معروفة للعمال المجاورة لمدينة اللاهون. و مدينة اللاهون كان يُطلق عليها في مصر القديمة اسم س-ن-وسرت-حتب.
إن س-ن-وسرت الثاني قد حافظ على علاقات جيدة مع العديد من حكام الأقاليم المصرية الذين كانوا على نفس مستوى ثراء الملك تقريباً، وذلك على عكس سياسية خليفته س-ن-وسرت الثالث. و توجد رسومات جدارية في قبر حاكم إقليمي يُدعى خنوم-حتب الثاني في منطقة بني حسن تشهد على أعماله التي أنجزها في عامه السادس.

## توليه مسئولية الحكم

### الاشتراك في الحكم
تُعد قضية الاشتراك في الحكم من القضايا الرئيسية التي حازت على إهتمام علماء الآثار بغرض فهم تاريخ الدولة الوسطى وخصوصاً ما يتعلق بالأسرة الثانية عشر. فعالم الآثار الفرنسي كلود أوبسومير يرفض رفضاً تاماً إمكانية وجود حكم مشترك في الأسرة الثانية عشر. أما المؤلف روبرت د. ديليا، و عالم الآثار الألماني كارل يانسن وينكلن فقد قاما بدراسة أعمال كلود أوبسومير وتوصلوا إلى نتيجة تصب في صالح وجود فترة الحكم المشتركة. كما أن يانسن وينكلن قد إستشهد بلوحة حجرية تم العثور عليها في منطقة كونوسو على أنها دليل لا يقبل الجدل يصب في صالح وجود فترة حكم مشتركة بين س-ن-وسرت الثاني وأمن-م-حات الثاني، وإثباتاً كبيراً على وجود فترات حكم مشتركة في الأسرة الثانية عشر. و عالم الآثار الأمريكي وليام ج. مورنان قد نص على أن «تم التعرف على كل فترات الحكم المشتركة في ذلك العصر من خلال وثائق تحتوي على تأريخ مزدوج». و خَلُصً عالم الأثار الألماني Schneider إلى أن الوثائق المُكتشفة حديثاً والأدلة الأثرية تثبت بالفعل وجود فترات حكم مشتركة في هذا العصر.
تنسب بعض المصادر فترة الحكم المشتركة إلى عهد س-ن-وسرت الثاني حيث كان والده أمن-م-حات الثاني مشتركاً معه في الحكم. و عالم الآثار البريطاني Peter Clayton ينسب إليه على الأقل ثلاثة سنوات من حكم س-ن-وسرت الثاني المشترك. أما عالم الآثار الفرنسي Nicolas Grimal فيخصص له خمسة أعوام من الحكم المشترك قبل إعتلاءه عرش مصر منفرداً.

### فترة حكمه
تُعد فترات حكم الملك س-ن-وسرت الثاني و الثالث من ضمن الإعتبارات الرئيسية التي تحدد التسلسل الزمني للأسرة الثانية عشر. و يُعتقد أن قائمة تورين قد خصصت 19 عاما لحكم الملك س-ن-وسرت الثاني و 30 عاماً للملك س-ن-وسرت الثالث. إلا أن هذه الرؤية التقليدية تم الطعن فيها عام 1972 عندما لاحظ عالم الآثار الأمريكي ويليام كيلي سيمبسون أن آخر سنة تم تدوينها من سنوات حكم س-ن-وسرت الثاني كانت هي السنة السابعة، وبالمثل كانت السنة التاسعة عشر للملك س-ن-وسرت الثالث.
يقترح أستاذ علم المصريات بجامعة كوبنهاجن كيم ريهولت إمكانية أن هذه الأسماء في قائمة تورين قد حدث خطأ في ترتيبها، وقدم فترتين محتملتين للملك س-ن-وسرت الثاني بإضافة 10 سنوات على التسعة سنوات المذكورة أو ما يعني 19 عاماً. كما أن العديد من علماء الآثار (على سبيل المثال توماس شنايد) يستشهدون بمقالة Mark C. Stone التي تم نشرها في Göttinger Miszellen عام 1997و التي تحدد أقصى سنة حكم قد تم توثيقها للملك س-ن-وسرت الثاني هي العام الثامن، وذلك بناء على اللوحة المعروضة في متحف القاهرة تحت رقم JE 59485.

يفضل بعض العلماء أن ينسبوا إليه 10 أعوام للحكم فقط، وأن يخصصوا التسعة عشر عاماً إلى الملك س-ن-وسرت الثالث بدلاً منه. إلا أن عدد آخر من علماء المصريات مثل يورغن فون بيكراث وفرانك ج. يوركو قد حافظوا على الرؤية التقليدية لفترة الحكم الطويلة التي تقدر بتسعة عشر عاماً للملك س-ن-وسرت الثاني التي يحتاجها مستوى النشاط الذي قام به الملك خلال فترة حكمه. فيبدي Yurco ملاحظاته بأن تخفيض فترة حكم الملك س-ن-وسرت الثاني إلى 6 سنوات تحمل العديد من الصعوبات حيث أن:
هذا الملك قد قام ببناء هرم كامل في اللاهون كامل بمعبد جنائزي من الجرانيت الصلب ومجمع مباني. و يستغرق بناء مثل هذه النوعية من المشاريع من 15 إلى 20 عاما كحد أدني حتى إكتمالها، حتى مع الأخذ في الإعتبار استخدام الطوب اللبن في بناء أهرامات الدولة الوسطى. 
أن المشكلة المتعلقة بفترة حكم س-ن-وسرت الثاني حالياً غير قابلة للحل، إلا أن العديد من علماء المصريات يفضلون أن يخصصوا له فترة حكم تقدر بتسعة أو عشرة سنوات فقط بناء على غياب تواريخ تم تدوينها تتخطى العام الثامن من حكمه. و يستلزم ذلك إلى استبدال الرقم 19 الذي تم تخصيصه في قائمة تورين الخاصة بحاكم الأسرة الثانية عشر في موضعه إلى 9 أعواماً. و على الرغم من ذلك فغن الرقم الشهري للملك س-ن-وسرت الثاني على العرض يمكن التأكد منه. فوفقاً إلى Jürgen von Beckerath فإن وثائق معبد اللاهون الخاصة بمدينة هرم سيزوستريس/س-ن-وسرت الثاني غالبا ما تذكر إحتفالية «الذهاب إلى الجنة» و التي قد تكون تاريخ وفاء هذا الحاكم. و تنص هذه الوثائق على ان هذا الإحتفال قد وقع في الشهر الرابع من شهور موسم الشتاء (برت) في اليوم الرابع عشر.

### إهتمامه بالزراعة
وقد اهتم سنوسرت الثاني كثيراً بمنطقة الفيوم. اهتم بالزراعة، وبنى القنوات ونظاماً كبيراً للري من بحر يوسف إلى ما سيصبح فيما بعد بحيرة قارون، وبني هناك قناطر لحجز وتخزين المياه خلال فترة الفيضان لاستغلالها بعد ذلك وأضاف شبكة صرف. وكان هدف مشروعه هو زيادة الرقعة المزروعة. واستغلال مياه فيضان النيل لمدة أطول. أهمية هذا المشروع تتضح من قرار سنوسرت الثاني بنقل المقبرة الملكية من دهشور إلى اللاهون حيث بنى هرمه. ولذلك أصبحت اللاهون العاصمة السياسية في مصر خلال الأسرتين الثانية عشر والثالثة عشر. وقد أسس الفرعون أول قرية عمال في مدينة كاهون القريبة، والتي بنت الدولة الحديثة على نمطها دير المدينة للصناع والفنانين.

### علاقاته الخارجية
وعلى العكس من خليفته، فقد حافظ سنوسرت الثاني على علاقات طيبة مع الحكام المحليين وزعماء القبائل البدوية المحيطة والذين وصلوا إلى درجة عالية من الثراء. وهناك شهادة على ذلك من العام السادس لحكمه على رسم جداري من مقبرة حاكم محلي في بني حسن.

### بعوثه إلى الصحراء النوبية الغربية
إهتم سنوسرت الثاني بجلب الأحجار الصلبة من محاجر الديوريت الواقعة في الصحراء النوبية الغربية، وقد عُثر على لوحة من عصره تحدِّثنا عن بعثة في عهده قام بها وزيره أميني في العام 8 من حكم سنوسرت الثاني. وقد نُقش عليها صلاة للإلهة حتحور.

## هرمه
هو أحد أهرامات مصر. بناه الملك سنوسرت الثاني من الطوب اللبن فوق ربوة عالية ارتفاعها 12 مترا على مشارف مدينة اللاهون (بمحافظة الفيوم)، والتي تبعد 22 كيلو مترا عن مدينة الفيوم. كان مكسوا بالحجر الجيري ويبلغ ارتفاعه 48 متراً وطول قاعدته 106 متر ويقع مدخله في الجانب الجنوبي عكس بقية الأهرامات المصرية. عثر بداخله على الصل الذهبي الذي كان يوضع فوق التاج الملكى. اكتشفت بجوار الهرم مصطبة مقبرة الأميرة سات حتحورات أيونت ومقبرة مهندس الهرم إنبى في الجنوب و8 مصاطب كانت مقابر لأفراد الأسرة المالكة، وفي منطقة الهرم توجد جبانة اللاهون ومدينة عمال اللاهون.

## وصلات خارجية
- Senusret (II) Khakheperre
- The Pyramid of Senusret II at Lahun